# انریکو داویدیو
انریکو داویدیو (به ایتالیایی: Enrico D’Ovidio) (زاده ۱۱ آگوست ۱۸۴۲ در کامپوباسو- درگذشته ۲۱ مارس ۱۹۳۳ در تورین) ریاضیدان اهل ایتالیا بود.

## زندگی و کارنامه
او در مدرسه ای که عمویش که او هم ریاضیدان بود صاحب آن بود درس خواند. سپس با سرپرستی جوزپه باتالیانی درجه دکتری ریاضیات را در دانشگاه ناپل دریافت کرد و پس از آن توانست کرسی استادی جبر را در تورین به دست آورد و در سال‌های ۱۸۸۰ و ۱۸۸۵ به ریاست آن دانشگاه رسید.
داویدیو به پژوهش دربارهٔ هندسه اقلیدسی و نااقلیدسی و همچنین رویه های درجه دوم پرداخت. از دانشجویان او می‌توان به کورادو سگره اشاره کرد. افزون بر خود سگره، ریاضیدانان دیگری همچون سوری، کاستلنوو و فانو نیز مدتی دستیار او بوده‌اند. داویدیو همچنین عضو آکادمی علوم ناپل و نیز در سال ۱۹۰۵ سناتور بود.